# Podtatrze
Podtatrze – kraina geograficzno-etnograficzna przylegająca bezpośrednio do Tatr. W skład Podtatrza wchodzą: Podhale, Orawa, Liptów i Spisz. W Polsce leży całość Podhala oraz części Spiszu i Orawy, pozostała część Podtatrza należy do Słowacji. Takie określenie Podtatrza jest jednak zbyt szerokie, obejmowałoby bowiem również niektóre sąsiednie pasma górskie, np. Magurę Orawską czy Góry Choczańskie, oraz część stoków Gorców, Niżnych Tatr, Wielkiej Fatry i Małej Fatry. Dokładnie granice Podtatrza opisuje Witold Henryk Paryski w Wielkiej encyklopedii tatrzańskiej.
Podtatrze dzieli się na Podtatrze Słowackie i Podtatrze Polskie. Czasami spotykane utożsamianie Podtatrza Polskiego z Podhalem jest błędne. Podtatrze Polskie obejmuje część Podhala, ale oprócz niego także polskie części Orawy i Spiszu. 